# Крістіна Кірікелла
Крістіна Кірічелла (Cristina Chirichella; 10 лютого 1994, Неаполь) — італійська волейболістка, центральний блокуючий. Віцечемпіонка світу і учасниця Олімпійських ігор . Чемпіонка Європи і Ліги націй. Переможниця Ліги чемпіонів ЄКВ, Кубка виклику ЄКВ і клубного чемпіонату світу.

## Із біографії
У складі національної збірної виступала на літніх Олімпійських іграх у Ріо-де-Жанейро та Токіо, чемпіонатах світу (2014, 2018, 2022), континентальних першостях (2013, 2015, 2017, 2019, 2021), розіграшах Ліги націй (2018, 2019, 2022) і Всесвітнього гран-прі (2013, 2014, 2015, 2016, 2017).

## Клуби
| Роки      | Команди                    |
| --------- | -------------------------- |
| 2010–2012 | «Клуб Італія» (Рим)        |
| 2012–2013 | «Робурспорт» (Пезаро)      |
| 2013–2014 | «Орнавассо»                |
| 2014–2024 | «Ігор Горгонзола» (Новара) |
| 2024–     | «Імоко» (Конельяно)        |

## Досягнення
У збірній
Чемпіонат світу
- Друге місце (1): 2018
- Третє місце (1): 2022

Ліга націй
- Перше місце (1): 2022

Всесвітнє гран-прі
- Друге місце (1): 2017

Чемпіонат Європи
- Перше місце (1): 2021
- Третє місце (1): 2019

У клубах
Ліга чемпіонів ЄКВ
- Перше місце (2): 2019, 2025

Кубок виклику ЄКВ
- Перше місце (1): 2024

Клубний чемпіонат світу
- Перше місце (1): 2024

Чемпіонат Італії
- Перше місце (2): 2017, 2025

Кубок Італії
- Перше місце (4): 2015, 2018, 2019, 2025

Суперкубок Італії
- Перше місце (2): 2017, 2024

## Статистика
Статистика на літніх Олімпійських іграх:
| Рік    | Турнір           | Ігри | Сети | Очки | Ср. | Місце | Примітки |
| ------ | ---------------- | ---- | ---- | ---- | --- | ----- | -------- |
| 2016   | Олімпійські ігри | 5    | 16   | 35   | 2,8 | 9     |          |
| 2021   | Олімпійські ігри | 5    | 10   | 10   | 1   | 6     |          |
| Всього |                  |      |      |      |     |       |          |